# منطقة شيموجا
شيموجا رمزها «SH» (بالإنجليزية: Shimoga)‏ ، هو تقسيم إداري لدولة الهند تتبع ولاية كارناتاكا (بالإنجليزية: Karnataka)‏ ، مركزها هو مدينة شيموجا (بالإنجليزية: Shimoga)‏ اعتبارا من عام 2011 منطقة شيموجا يبلغ عدد سكانها 1،755،512 . مساحتها 8,495 كم² وكثافة السكان 193 لكل كم² .